# Der Usedom-Krimi: Trugspur
Trugspur ist ein Fernsehfilm aus der Kriminalfilmreihe Der Usedom-Krimi. Die 5. Folge der Filmreihe wurde erstmals am 27. Oktober 2017 gesendet.

## Handlung
Als die Polizei auf dem Hafengelände ein illegales Autorennen hochgehen lassen will, flüchten die Beteiligten. Dabei überfährt einer der Teilnehmer einen unbeteiligten Fußgänger, verletzt ihn tödlich und begeht Fahrerflucht. Wenig später wird Karin Lossow auf einer polnischen Landstraße von einem entgegenfahrenden Raser zum Ausscheren gezwungen und landet mit ihrem Wagen im Graben. Sie kommt mit leichten Verletzungen davon. Doch von Tomasz, dem Sohn einer Bekannten, auf den sie für ein paar Tage aufpassen soll, fehlt jede Spur. Es sieht danach aus, als hätte der fahrerflüchtige Mann auch mit diesem zweiten Ereignis zu tun. Kommissarin Julia Thiel ermittelt, aber auch Karin sieht sich in der Verantwortung und geht den sich ergebenden Hinweisen nach.
Bei einem polnischen Kfz-Mechaniker wird die Polizei auf der Suche nach dem Fluchtwagen fündig. Sören Wulf, der Besitzer des Wagens, hatte ihn hierher gefahren, da dieser verschwinden musste. Er streitet die Tat ab, kann aber aufgrund der Beweislage schließlich der Fahrerflucht überführt werden. Den zweiten Unfall und einen Zusammenhang mit dem Verschwinden des Jungen streitet er aber weiterhin vehement ab. Dabei passen selbst die auf der Landstraße gefundenen Reifenspuren zu seinem Wagen. Nur sind es nicht seine kürzlich gekauften Sommerreifen, die am Fahrzeug gefunden werden. Karin entdeckt, dass sich ein polnischer Polizist verdächtig verhält. Tatsächlich hat dieser im betrunkenen Zustand den Unfall auf der Landstraße verursacht und den Jungen mitgenommen, da dieser ihn hätte identifizieren können. Da er von der Fahrerflucht auf deutscher Seite wusste und später den Wagen in der Werkstatt entdeckte, kam ihm diese Gelegenheit mehr als Recht und er wechselte die Reifen seines auf den anderen Wagen. Weil ihm die Ermittler mittlerweile auf der Spur sind, nimmt er Tomasz mit auf sein Boot und versenkt die Reifen. Den kleinen Jungen hat er mit einem Seil am letzten Reifen festgebunden, doch die eintreffende Julia bringt ihn zum Aufgeben. Der Junge kann endlich zu seiner Mutter zurück.
Während der Ermittlungen kommt es zwischen Julia und ihrer Tochter Sophie zu einer innerfamiliären Zwickmühle. Sophie war an der Brandstiftung aus der letzten Folge beteiligt und hat daraufhin den Haupttäter Jackie geschützt. Nachdem Simone nach einem intensiven Verhör durch Julia ein Geständnis abgelegt hatte und ihr nun eine Verurteilung droht, plagt Sophie ihr schlechtes Gewissen. Sie weiß, dass Simone unschuldig ist und aufgrund ihrer Zuneigung Jackie nicht verraten würde. Als Sophie sich entscheidet, vor Gericht auszusagen, fürchtet Julia die anschließenden Konsequenzen für ihre Tochter. Um ihre Tochter zu schützen, entscheidet sich Julia spontan dazu, vor Gericht auszusagen, dass sie das Geständnis von Simone erzwungen hätte. Julia wird daraufhin suspendiert. Julias Ehemann resümiert dies mit den Worten: „Das Mädchen ist raus, Sophie ist raus … und Du bist auch raus.“

## Produktion
Der Film wurde vom 30. August 2016 bis zum 30. September 2016 vorwiegend auf der Ostseeinsel Usedom sowie in Berlin gedreht. Die Aufnahmen vor dem Gerichtsgebäude fanden in Wolgast statt. Es handelt sich hierbei um die ehemalige Mädchenschule an der Oberwallstraße. Das Autorennen wurde Karriner Straße, ebenfalls in Wolgast, gedreht.

## Rezeption

### Kritiken
Das Lexikon des internationalen Films schreibt, bei dem Film handele es sich um einen „[s]olide gespielte[n] (Fernsehserien-)Krimi mit geradezu episch angelegten Handlungssträngen, aber auch einigen Ungereimtheiten“.
Tilmann P. Gangloff bewertet den Film in seiner Besprechung auf tittelbach.tv mit 3,5 von 6 möglichen Punkten. Die „Inszenierung wirkt insgesamt gefälliger als die früheren Episoden, nimmt der Reihe damit ein Stück weit die Kantigkeit, die sie aus den vielen Krimireihen herausragen ließ. Die Geschichte knüpft unmittelbar an den Film ‚Nebelwand‘ an und endet mit einem kleinen Knüller. Ansonsten hält sich die Aufregung jedoch in Grenzen. Immerhin ist der aktuelle Fall, mit dem Kommissarin Julia Thiel konfrontiert wird, angemessen rätselhaft.“ In seiner Bewertung fallen dem Autor auch ein paar unbeantwortete Fragen auf. So sei nicht klar, was die Obdachlose Steffi mit den 100.000 € aus der letzten Folge gemacht habe, da sie weiterhin ihre Zeitungen auf der Straße verkaufe. „Seltsam auch, dass Simone von einem ‚Promi-Anwalt‘ vertreten wird; wie sich das mittellose Mädchen den teuren Verteidiger leisten kann, lässt das Autorentrio offen. Umso gelungener ist der verblüffende Schlusspunkt, der mit Erfolg die Neugier auf die Fortsetzung schürt.“

### Einschaltquoten
Die Erstausstrahlung von Trugspur am 26. Oktober 2017 wurde in Deutschland von 5,89 Millionen Zuschauern gesehen und erreichte einen Marktanteil von 19,3 % für Das Erste. Erneut schaffte die Krimireihe damit den Tagessieg beim Gesamtpublikum.

## Belege
1. ↑   Freigabebescheinigung für Der Usedom-Krimi: Trugspur. Freiwillige Selbstkontrolle der Filmwirtschaft (PDF).
2. ↑  Der Usedom-Krimi: Trugspur  bei crew united, abgerufen am 16. März 2021.
3. ↑  Ulrich Kronenberg: Drehorte DER USEDOM-KRIMI. In: anderswohin.de. anderswohin, 2022, abgerufen am 28. Dezember 2022.
4. ↑  Der Usedom-Krimi: Trugspur. In: Lexikon des internationalen Films. Filmdienst, abgerufen am 9. Oktober 2022.
5. ↑  Tilmann P. Gangloff: Reihe „Trugspur – Der Usedom-Krimi“. In: tittelbach.tv. 2017, abgerufen am 3. Dezember 2020.
6. ↑  Manuel Weis: Primetime-Check: Donnerstag, 26. Oktober 2017. In: Quotenmeter.de. 27. Oktober 2017, abgerufen am 3. Dezember 2020.